# Eric Cray
Eric Shauwn Brazas Cray (Olongapo, 6 novembre 1988) è un ostacolista e velocista filippino, detentore del record nazionale filippino dei 400 metri ostacoli e dei 100 metri piani.

## Biografia
Eric Shauwn Brazas Cray nasce l'11 novembre 1988 ad Olongapo, nelle Filippine, da padre statunitense e madre filippina. Il periodo della sua nascita coincide con la presenza delle basi militari americane nel paese, dove il padre stava prestando servizio come membro della United States Navy. Negli anni novanta la famiglia si trasferisce negli Stati Uniti.
Cresciuto nel Texas assieme alle tre sorelle, studia scienze motorie all'Università Bethune-Cookman ed etica delle relazioni umane presso l'Università dell'Oklahoma. Ancora studente della Bethune-Cookman, si appassiona al mondo dell'atletica leggera, in particolare negli ostacoli, ispirato dalla conquista dell'oro olimpico da parte di Angelo Taylor a Pechino 2008. Partecipa così ai tornei NCAA. Seppur inizialmente indeciso su quale nazione rappresentare come atleta, una conversazione con la madre lo spinge a scegliere i colori delle Filippine.

### 2015: record nazionale dei 400 metri ostacoli
Nel 2015 partecipa ai XVII Giochi del Sud-est asiatico, dove stabilisce un nuovo record nazionale per i 400 metri ostacoli, con un tempo di 49"40. L'anno seguente prende parte agli Asiatici indoor, dove conquista una medaglia di bronzo nei 60 metri piani con una prestazione di 6"70.

### 2016: le Olimpiadi di Rio de Janeiro
Il 28 maggio 2015, grazie ad un tempo di 49"12 stabilito in un meeting di Los Angeles due settimane prima, divenne il primo atleta filippino a qualificarsi per le Olimpiadi di Rio de Janeiro 2016. Per la sua preparazione in vista della rassegna olimpica, Cray si affidò all'allenatore giamaicano Davian Clarke, bronzo olimpico ad Atlanta 1996.
Aprì la sua prima Olimpiade il 15 agosto con un terzo posto nelle batterie di qualificazione, raggiunto con una prestazione di 49"05 alle spalle del giapponese Keisuke Nozawa e dell'irlandese Thomas Barr. L'avventura olimpica di Cray si chiuse nelle semifinali disputatesi il giorno dopo, dove arrivò in penultima posizione con un tempo di 49"37, oltre un secondo distante dal 48"26 fatto registrare dal vincitore Kerron Clement.

### 2017: il primo titolo asiatico
La stagione del 2017 inizia bene per l'atleta di Olongapo; a marzo, nel corso dell'Ayala Philippine National Open, segna il primato nazionale di 40"29 nella staffetta 4×100 metri insieme ad Anfernee Lopena, Jomar Udtohan e Trenten Beram. Il record filippino della specialità resisterà per soli tre mesi, migliorato da un quartetto composto da Beram, Anfernee Lopena, Patrick Unso e Archand Bagsit.
Il 7 luglio, ai campionati asiatici di Bhubaneswar, accede alla finale dei 400 metri ostacoli, chiudendo secondo in 50"85, dietro al rivale taiwanese Chen Chieh (50"64). Si prende la rivincita nella finale del giorno seguente, vincendo la medaglia d'oro con un tempo di 49"57, davanti a Chen (49"75) e M.P. Jabir (50"22); le Filippine non conquistavano un oro nella rassegna continentale da 8 anni: l'ultimo successo risaliva alla vittoria della lunghista Marestella Torres a Guangzhou 2009.
Il 6 agosto seguente è l'unico rappresentante della sua nazione ai mondiali di Londra 2017, dove corre sempre i 400 metri ostacoli; partito con buoni propositi, viene tuttavia squalificato al turno preliminare a causa di una falsa partenza e termina la sua rassegna anzitempo.

## Palmarès
| Anno | Manifestazione              | Sede           | Evento      | Risultato  | Prestazione | Note                                     |
| ---- | --------------------------- | -------------- | ----------- | ---------- | ----------- | ---------------------------------------- |
| 2013 | Campionati asiatici         | Pune           | 110 m hs    | Batteria   | 14"31       |                                          |
| 2013 | Campionati asiatici         | Pune           | 400 m hs    | Finale     | dnf         |                                          |
| 2013 | Mondiali                    | Mosca          | 400 m hs    | Batteria   | 52"45       |                                          |
| 2013 | Giochi del Sud-est asiatico | Naypyidaw      | 400 m hs    | Oro        | 51"29       |                                          |
| 2014 | Asiatici indoor             | Hangzhou       | 60 m piani  | 5º         | 6"75        | Record nazionale                         |
| 2014 | Asiatici indoor             | Hangzhou       | 60 m hs     | Batteria   | 8"97        |                                          |
| 2014 | Giochi asiatici             | Incheon        | 400 m hs    | 6º         | 51"47       |                                          |
| 2015 | Giochi del Sud-est asiatico | Singapore      | 100 m piani | Oro        | 10"25       |                                          |
| 2015 | Giochi del Sud-est asiatico | Singapore      | 400 m hs    | Oro        | 49"40       |                                          |
| 2015 | Mondiali                    | Pechino        | 400 m hs    | Batteria   | 50"04       |                                          |
| 2016 | Asiatici indoor             | Doha           | 60 m piani  | Bronzo     | 6"70        |                                          |
| 2016 | Mondiali indoor             | Portland       | 60 m piani  | Semifinale | 6"67        |                                          |
| 2016 | Giochi olimpici             | Rio de Janeiro | 400 m hs    | Semifinale | 49"37       |                                          |
| 2017 | Campionati asiatici         | Bhubaneswar    | 400 m hs    | Oro        | 49"57       |                                          |
| 2017 | Mondiali                    | Londra         | 400 m hs    | Batteria   | dq          |                                          |
| 2018 | Mondiali indoor             | Birmingham     | 60 m piani  | Batteria   | 6"81        |                                          |
| 2018 | Giochi asiatici             | Giacarta       | 400 m hs    | 7º         | 51"53       |                                          |
| 2018 | Giochi asiatici             | Giacarta       | 4x100 m     | Batteria   | 39"59       |                                          |
| 2019 | Campionati asiatici         | Doha           | 100 m piani | Semifinale | 10"56       | Miglior prestazione personale stagionale |
| 2019 | Campionati asiatici         | Doha           | 200 m piani | Semifinale | dq          |                                          |
| 2019 | Campionati asiatici         | Doha           | 4×100 m     | 6º         | 40"10       |                                          |
| 2023 | Asiatici indoor             | Astana         | 400 m piani | Batteria   | dnf         |                                          |
| 2023 | Campionati asiatici         | Bangkok        | 400 m hs    | 6º         | 49"76       |                                          |
| 2023 | Mondiali                    | Budapest       | 400 m hs    | Batteria   | 50"27       |                                          |
| 2023 | Giochi asiatici             | Hangzhou       | 400 m hs    | Batteria   | 50"24       |                                          |